# Spania la Jocurile Olimpice de vară din 2016
Spania a participat la Jocurile Olimpice de vară din 2016 de la Rio de Janeiro în perioada 5 – 21 august 2016, cu o delegație de 305 de sportivi, care a concurat în 25 de sporturi. Cu un total de 17 de medalii, inclusiv 7 de aur, Spania s-a aflat pe locul 11 în clasamentul final.

## Participanți
Delegația spaniolă a cuprins 305 de sportivi: 162 bărbați și 143 femei. Rezervele la fotbal, handbal, hochei pe iarbă și scrimă nu sunt incluse.
| Sport           | Masculin | Feminin | Total |
| --------------- | -------- | ------- | ----- |
| Atletism        | 29       | 18      | 47    |
| Badminton       | 1        | 1       | 2     |
| Baschet         | 12       | 12      | 24    |
| Box             | 2        | 0       | 2     |
| Caiac canoe     | 9        | 2       | 11    |
| Canotaj         | 2        | 2       | 4     |
| Ciclism         | 9        | 3       | 12    |
| Echitație       | 7        | 2       | 9     |
| Fotbal          | 0        | 18      | 18    |
| Gimnastică      | 2        | 7       | 9     |
| Golf            | 2        | 2       | 4     |
| Haltere         | 3        | 1       | 4     |
| Handbal         | 0        | 14      | 14    |
| Hochei pe iarbă | 16       | 16      | 32    |
| Înot sincron    | —        | 2       | 2     |
| Judo            | 1        | 0       | 1     |
| Lupte           | 1        | 0       | 1     |
| Natație         | 13       | 11      | 24    |
| Navigație       | 7        | 7       | 14    |
| Polo pe apă     | 13       | 13      | 26    |
| Rugby în VII    | 12       | 12      | 24    |
| Tir             | 4        | 2       | 6     |
| Taekwondo       | 2        | 1       | 3     |
| Tenis           | 5        | 4       | 9     |
| Tenis de masă   | 1        | 2       | 3     |
| Tir cu arcul    | 3        | 1       | 4     |
| Triatlon        | 3        | 3       | 6     |
| Volei           | 2        | 2       | 4     |
| Total           | 162      | 143     | 305   |

## Medalii

### Medaliați
| Medalie | Nume | Sport       | Probă                        | Dată      |
| ------- | --- | ----------- | ---------------------------- | --------- |
| Aur     | Mireia Belmonte | Natație     | 200 m fluture                | 10 august |
| Aur     | Maialen Chourraut | Caiac canoe | K-1 slalom feminin           | 11 august |
| Aur     | Marc López Rafael Nadal | Tenis       | Dublu masculin               | 12 august |
| Aur     | Marcus Walz | Caiac canoe | K-1 sprint 1000 m masculin   | 16 august |
| Aur     | Saúl Craviotto Cristian Toro | Caiac canoe | K-2 sprint 200 m masculin    | 18 august |
| Aur     | Carolina Marín | Badminton   | Individual feminin           | 19 august |
| Aur     | Ruth Beitia | Atletism    | Săritura în înălțime feminin | 20 august |
| Argint  | Orlando Ortega | Atletism    | 110 m garduri masculin       | 16 august |
| Argint  | Eva Calvo | Taekwondo   | 57 kg feminin                | 18 august |
| Argint  | Echipa națională feminină Anna Cruz Silvia Domínguez Laura Gil Astou Ndour Laura Nicholls Laia Palau Lucila Pascua Laura Quevedo Leonor Rodríguez Leticia Romero Alba Torrens Marta Xargay               | Baschet     | Turneul feminin              | 20 august |
| Argint  | Sandra Aguilar Artemi Gavezou Elena López Lourdes Mohedano Alejandra Quereda | Gimnastică  | Ritmică – Echipe compus      | 21 august |
| Bronz   | Mireia Belmonte | Natație     | 400 m mixt feminin           | 6 august  |
| Bronz   | Lidia Valentín | Haltere     | 75 kg feminin                | 12 august |
| Bronz   | Joel González | Taekwondo   | 68 kg masculin               | 18 august |
| Bronz   | Saúl Craviotto | Caiac canoe | K-1 sprint 200 m masculin    | 20 august |
| Bronz   | Echipa națională masculină Álex Abrines José Calderón Víctor Claver Rudy Fernández Pau Gasol Willy Hernangómez Sergio Llull Nikola Mirotić Juan Carlos Navarro Felipe Reyes Sergio Rodríguez Ricky Rubio | Baschet     | Turneul masculin             | 21 august |

### Medalii după sport
| Sport       | Aur | Argint | Bronz | Total |
| Caiac canoe | 3   | 0      | 1     | 4     |
| Atletism    | 1   | 1      | 0     | 2     |
| Natație     | 1   | 0      | 1     | 2     |
| Badminton   | 1   | 0      | 0     | 1     |
| Tenis       | 1   | 0      | 0     | 1     |
| Baschet     | 0   | 1      | 1     | 2     |
| Taekwondo   | 0   | 1      | 1     | 2     |
| Gimnastică  | 0   | 1      | 0     | 1     |
| Ciclism     | 0   | 0      | 1     | 1     |
| Haltere     | 0   | 0      | 1     | 1     |
| Total       | 7   | 4      | 6     | 17    |

## Natație
| Sportiv                                                      | Probă         | Calificări | Calificări | Semifinale | Semifinale | Finală        | Finală        |
| Sportiv                                                      | Probă         | Timp       | Loc        | Timp       | Loc        | Timp          | Loc           |
| ------------------------------------------------------------ | ------------- | ---------- | ---------- | ---------- | ---------- | ------------- | ------------- |
| Mireira Belmonte Garcia                                      | 400 m mixt    | 4:32,75    | 2 C        | N/A        | N/A        | 4:32,39       | Bronz         |
| María Vilas Vidal                                            | 400 m mixt    | 4:42,52    | 19         | N/A        | N/A        | Nu a avansat  | Nu a avansat  |
| Fátima Gallardo Marta González Patricia Castro Melania Costa | 4×100 m liber | 3:40,46    | 13         | N/A        | N/A        | Nu au avansat | Nu au avansat |
| Duane Da Rocha                                               | 100 m spate   | 1:00,87    | 15 C       | 1:00,85    | 15         | Nu a avansat  | Nu a avansat  |

| Sportiv            | Probă            | Calificări | Calificări | Semifinale | Semifinale | Finală       | Finală       |
| Sportiv            | Probă            | Timp       | Loc        | Timp       | Loc        | Timp         | Loc          |
| ------------------ | ---------------- | ---------- | ---------- | ---------- | ---------- | ------------ | ------------ |
| Joan Lluís Pons    | 400 m mixt       | 4:13,55 RN | 8 C        | N/A        | N/A        | 4:16,58      | 8            |
| Miguel Duran Navia | 400 m stil liber | 3:53.40    | 37         | N/A        | N/A        | Nu a avansat | Nu a avansat |